# Karol Udrzycki
Karol Udrzycki herbu Nałęcz – wojski lubaczowski od 1715 roku, sędzia kapturowy województwa bełskiego w 1733 roku.